# Аніта Ананд
Аніта Ананд (англ. Anita Anand) — канадська юристка та політична діячка, міністр національної оборони з 2021 року. Вона представляла Оквілл (провінція Онтаріо) в Палаті громад після федеральних виборів 2019 року, член Ліберальної партії. Раніше Ананд обіймала посаду міністра державних послуг і закупівель з 2019 по 2021 рік. Вона є першим індусом, який став федеральним міністром Канади.
До своєї політичної кар'єри Ананд була професором юридичного факультету Університету Торонто, де спеціалізувалася на корпоративному управлінні та регулюванні ринків капіталу. Раніше вона була завідувачем кафедри захисту інвесторів та корпоративного управління Дж. Р. Кімбера на факультеті. Вона також була стипендіатом в юридичній фірмі Torys LLP. З жовтня 2019 року Ананд перебувала у відпустці з юридичного факультету Університету Торонто на час перебування на виборній посаді.

## Життєпис

### Ранні роки і освіта
Індіра Аніта Ананд народилася в Кентвіллі, Нова Шотландія. Її батьки обидва були лікарями; її мати Сарож Д. Рам (нині померла) була анестезіологом, а батько С. В. (Енді) Ананд був загальним хірургом. Її батько був з Таміл Наду, а мати з Пенджабу. У Ананд є дві сестри: Гіта Ананд (юрист з питань зайнятості в Торонто) і Соня Ананд (лікар і науковий співробітник Університету Макмастера).
Аніта Ананд має чотири ступені: бакалавр мистецтв (з відзнакою) в галузі політичних досліджень Університету Королеви; бакалавр мистецтв (з відзнакою) в галузі юриспруденції в Wadham College, Оксфордський університет; бакалавр права в університеті Далхаузі; магістр права з Університету Торонто.

### Академічна кар'єра
Ананд розпочала свою юридичну кар'єру як юрист у Torys з 1994 по 1997 рік (з дозволом отримати ступінь магістра), до цього вона вже працювала в Torys з 1992 по 1993 рік. Потім вона продовжувала свою викладацьку кар'єру, працюючи доцентом (ад'юнктом) з 1997 по 1999 рік на юридичному факультеті Університету Західного Онтаріо. У 1999 році вона стала асистентом професора юридичного факультету Університету Квінс, отримавши посаду та здобувши звання доцента у 2003 році. У 2005 році вона отримала американо-канадську премію Фулбрайта і відвідувала Єльську юридичну школу як запрошений викладач права (осінь 2005 року), викладаючи порівняльне корпоративне управління.
Вона залишила Університет Квінс перейшовши на юридичний факультет Університету Торонто в 2006 році, де була повним професором. З 2007 по 2009 рік вона обіймала посаду заступника декана.

### Політична кар'єра
21 жовтня 2019 року Аніта Ананд перемогла на виборах і 22 листопада 2019 року Ананд склала присягу як член парламенту від Оквілла в Палаті громад у 43-му канадському парламенті.
20 листопада 2019 року Ананд склала присягу як член Таємної ради та як міністр закупівель.
Під час федеральних виборів у Канаді 2021 року Ананд переобрана до парламенту.
26 жовтня 2021 року Ананд склала присягу як міністр національної оборони в Рідо-Холі. Вона лише друга жінка в історії Канади, яка взяла на себе роль міністра національної оборони після колишнього прем'єр-міністра Кім Кемпбелл у 1990-х роках.

### Особисте життя
Ананд і її чоловік Джон виховали четверо дітей.